# 盧卡斯·雷伊
盧卡斯·雷伊（西班牙語：Lucas Rey，1982年10月11日—）是一名阿根廷曲棍球運動員，曾代表國家參加2012年倫敦奧運的男子曲棍球比賽，並未獲得獎牌。